# Dionne Haynes
Dionne Natasha Haynes (* 12. August 1978, geborene Dionne Forde) ist eine Badmintonspielerin aus Barbados. 

## Karriere
Dionne Forde gewann bei den barbadische Badmintonmeisterschaften 2011 den Titel im Damendoppel mit Shakeira Waithe und Bronze im Mixed mit Athelstone Forde. 2002 nahm sie an den Commonwealth Games teil und wurde dort 33. im Dameneinzel.